# Nižná Voľa
Nižná Voľa – wieś (obec) na Słowacji, w kraju preszowskim w powiecie Bardejów. Pierwsze wzmianki o miejscowości pochodzą z roku 1310.
Według danych z dnia 31 grudnia 2009 wieś zamieszkiwało 285 osób, w tym 145 kobiet i 140 mężczyzn.
W 2001 roku względem narodowości i przynależności etnicznej Słowacy stanowili całość populacji. 68,49% to rzymscy katolicy, 18,49% protestanci, a 11,30% grekokatolicy.